# بلانکنبورگ (برلین)
بلانکنبورگ (به آلمانی: Berlin-Blankenburg) یک منطقهٔ مسکونی در آلمان است که در Pankow واقع شده‌است. بلانکنبورگ ۶٬۵۵۰ نفر جمعیت دارد.

## نگارخانه

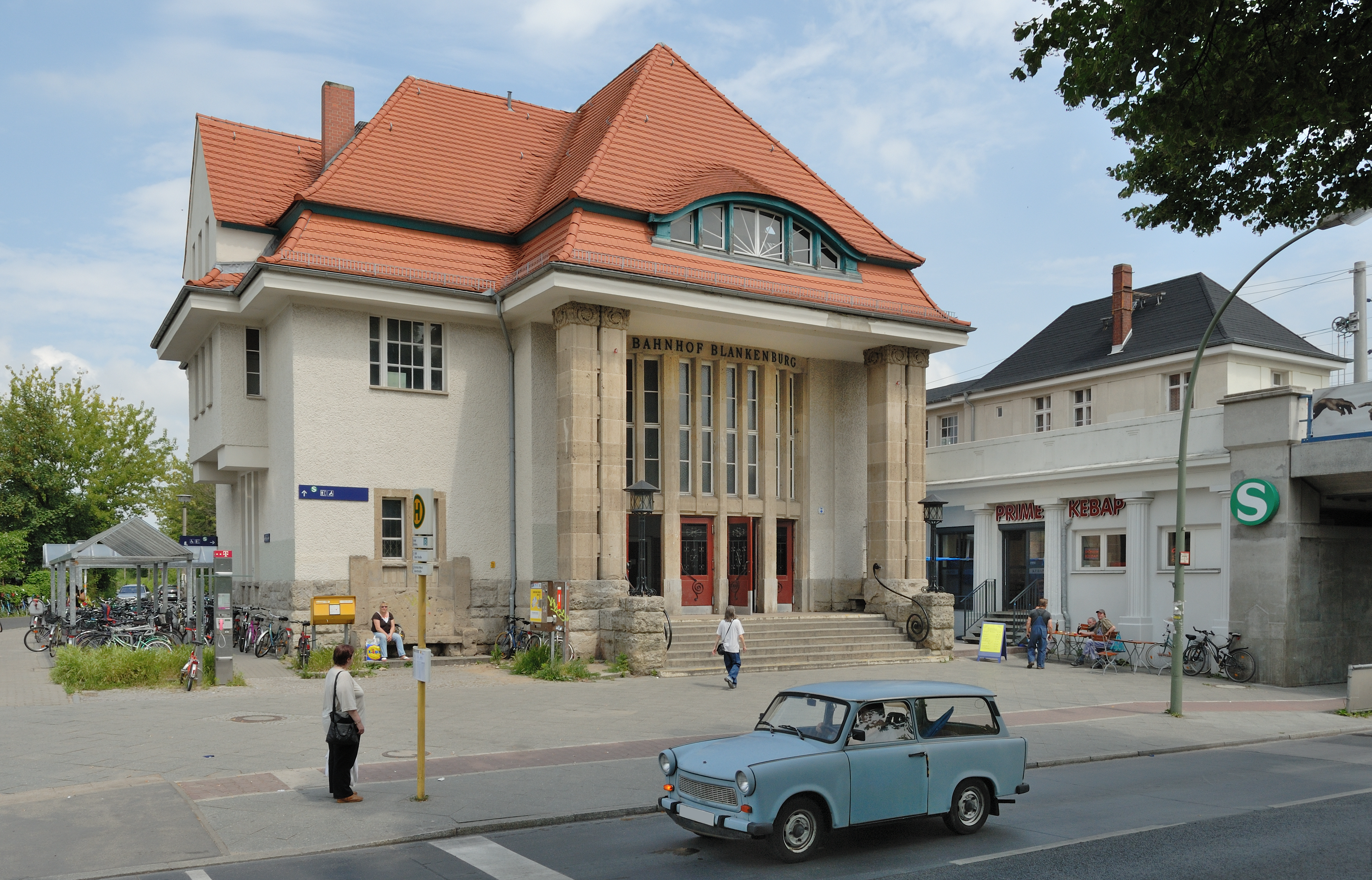
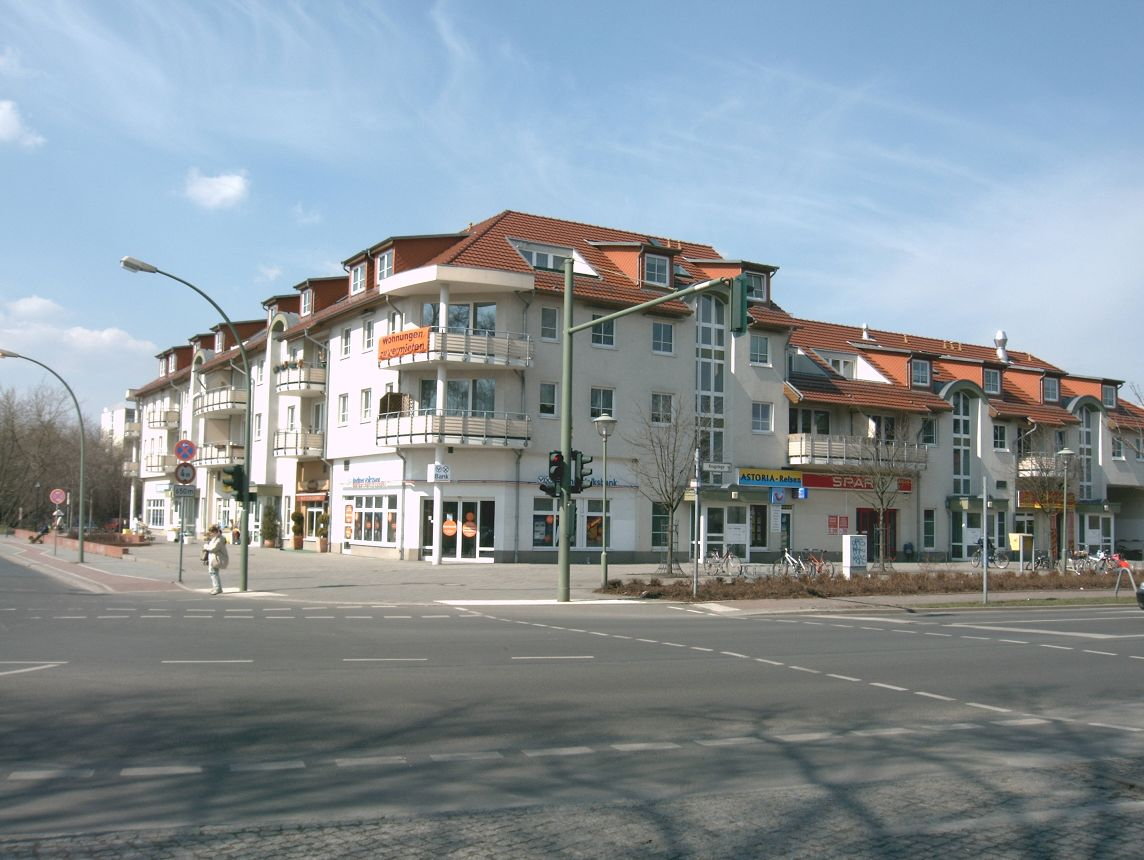
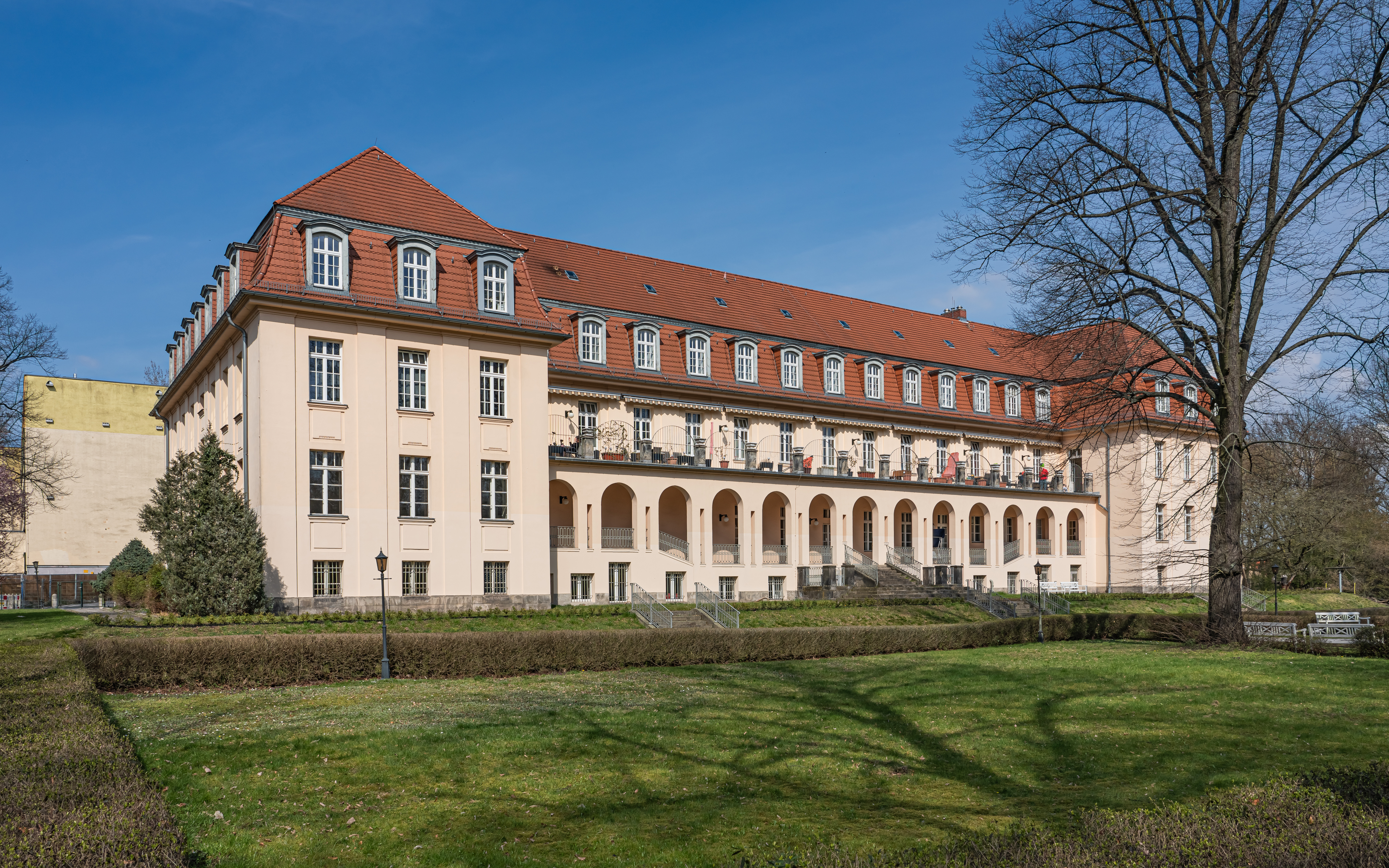